# 유필의 묘
유필의 묘는 대전광역시 서구 평촌동에 있던 무덤이다. 1989년 3월 18일 대전광역시의 문화재자료 제14호로 지정되었다가, 1991년 10월 24일 문화재 지정이 해지되었다.

## 참고 자료
- 유필의묘 - 국가유산청 국가유산포털